# دین آسی
دین آسی (آسی: Уацдин، آوانگاری: Uatsdin) یا آسی‌گرایی (انگلیسی: Assianism) یک آیین چندخداپرستانه و از ادیان قومی و عامیانه است که از سنت‌های آسی‌ها، نوادگان امروزی الان‌های سکایی، ریشه گرفته و گمان می‌رود ادامه دین سکاهای باستان باشد. این آیین در دهه ۱۹۸۰ به‌طور آگاهانه در میان اوستیایی‌ها به‌عنوان یک دین قومی بازسازماندهی شد.
این دین توسط برخی سازمان‌ها، عمدتاً در اوستیای شمالی-آلانیا در روسیه، و همچنین در اوستیای جنوبی و اوکراین گسترش یافته است. حماسه نرت نقش مرکزی در این دین دارد و نمایندگان این جنبش الهیات و تفاسیر خود را از آن‌ها استخراج کرده‌اند.

## ریشه‌شناسی و تعریف
احیای دین بومی آسی‌های ایرانی‌تبار به عنوان یک جنبش مذهبی سازمان‌یافته در دهه ۱۹۸۰ میلادی با نام رسمی «اَتسَگ دین» (Æцæг Дин، به معنی «دین راستین») آغاز شد. این نام توسط گروهی از روشنفکران ملی‌گرا انتخاب شد که در اوایل دهه ۱۹۹۰ «استیر نیخاس» (شورای بزرگ) روحانی را تشکیل دادند. واژه «اَتسَگ» به معنی «راستین»، از نام یکی از خاندان‌های اصلی در حماسه‌های نرت گرفته شده است، و «دین» معادل اوستایی «دَئنا» است که به معنی «درک الهی»، «وجدان» و در مفهوم امروزی «دین» است.
با این حال، به دلیل نگرانی از اینکه مفهوم «اَتسَگ دین» ممکن است به عنوان حقیقتی جهانی تفسیر شود و باعث آزردگی مسیحیان و مسلمانان گردد، زبان‌شناس آسی، تامرلان کامبولوف، در سال ۲۰۱۰ اصطلاح جایگزین «وَتس‌دین» (Уацдин) را پیشنهاد داد که امروزه به رایج‌ترین نام برای این دین در زبان آسی تبدیل شده است. داوربک مکیِف، یکی از مشهورترین نمایندگان این جنبش، ترجیح می‌دهد آن را «اَس دین» (Æсс Дин)، به معنی «دین آسی» بنامد. خِتاگ مورگویف، رهبر سازمان مذهبی «اَتسَگ دین»، نیز از نام ساده «ایرون دین» (Ирон Дин) استفاده می‌کند و نام «وَتس‌دین» را بی‌معنا می‌داند. آسی‌ها در زبان خود، خود را ایرون می‌نامند که همان واژه ایران و به معنای آریایی است.
در نوشته‌های روسی، مکیِف از واژه روسی‌شده «اَس‌دین» یعنی «آسی‌گرایی» یا آسیانیزم (Ассианство) استفاده کرده است.
روسلان کورچیِف، رئیس «استیر نیخاس» در سال ۲۰۱۹، ترجیح می‌دهد «آسی‌گرایی» را به‌عنوان یک «فرهنگ» تعریف کند و نه یک «دین»، و ادعا می‌کند که آنچه این جنبش ترویج می‌کند، آیین‌ها و ارزش‌هایی است که در سنت اوستیایی نهفته است. به‌طور مشابه، نمایندگان «دزواری لَگتَئ» («مردان مقدس»)، که شورای کاهنان معابد اوستیایی هستند، آسی‌گرایی را با استناد به سخنان فولکلوریست و مردم‌شناس، سوسلان تمیرخانوف، چنین تعریف می‌کنند: «[...] یک جهان‌بینی [...] که جرقه‌ای مقدس را در انسان برمی‌انگیزد، روح او را روشن و گرم می‌کند، او را به سوی خوبی و روشنایی سوق می‌دهد، به او شجاعت و نیرویی می‌بخشد تا بی‌باکانه با شر و فساد مبارزه کند و او را به فداکاری برای خیر دیگران الهام می‌بخشد.»
آن‌ها معتقدند که این جهان‌بینی اوستیایی «نوعی درک انتزاعی جدا از فعالیت‌های مادی یا تولیدی نیست، بلکه کاملاً در هم تنیده است و همه جنبه‌های هستی را منعکس می‌کند، و در عین حال اساس هستی است؛ یک اصل وجودی که می‌توان آن را به‌طور پدیدارشناسانه به‌عنوان همه‌خدایی توصیف کرد.» این جهان‌بینی با «درهم‌تنیدگی، ارتباط متقابل، و وابستگی متقابل» شناخته می‌شود و به نوعی تفکر «منطقی-مفهومی» و اندیشیدن گفتمانی گرایش دارد.
خِتاگ مورگویف این دین را با اصطلاحاتی مشابه تعریف می‌کند و تأکید دارد که این دین شباهت زیادی به دیگر سنت‌های هندواروپایی، به‌ویژه سنت‌های هند و ایرانی، دارد.
بر اساس نظر پژوهشگر ریچارد فولتز، با وجود ادعای قدمت این جنبش، از دیدگاه علمی، می‌توان آن را به‌راحتی در چارچوب جنبش‌های مذهبی نوظهور تحلیل کرد. پیروان آسی‌گرایی با استفاده از اصطلاح «پاگانیسم» (بت‌پرستی) برای اشاره به دین خود مخالفت می‌کنند، زیرا این واژه در زبان اوستیایی بار معنایی منفی قوی دارد و هنوز هم توسط مسیحیان و مسلمانان برای تمسخر باورها و آیین‌های سنتی اوستیایی استفاده می‌شود.

## تاریخچه

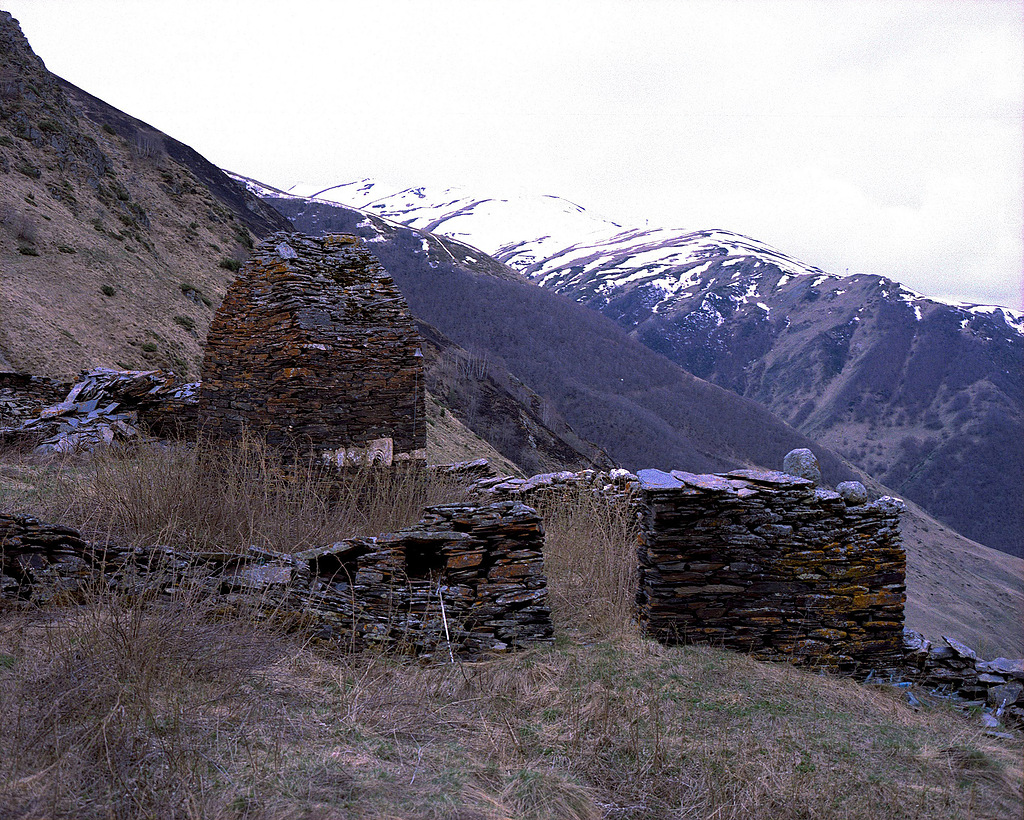
معبد خوزی در تپانکاو، منطقه آلاگیر، اوستیای شمالی–آلانیا.

### از سکاهای باستانی تا آسی‌های امروزی
سکاها (اسکیت‌ها) گروه بزرگی از مردمان ایرانی‌تبار (از نظر زبانی زبان‌های ایرانی شرقی) بودند که در طول هزاره اول پیش از میلاد، از اروپای شرقی تا غرب چین، استپ اوراسیا را اشغال کرده بودند. نام «اسکیت‌ها» از زبان یونانی، Σκύθοι Skuthoi آمده است که به معنای «کمانداران» است، مهارتی که آن‌ها به خاطرش شناخته می‌شدند و از آن می‌ترسیدند. آن‌ها میراث فرهنگی غنی‌ای به جا گذاشتند، به‌ویژه در قالب جواهرات طلایی که اغلب در کورگان‌های مرتبط با آن‌ها یافت شده است. آن‌ها به آیین کهن ایرانی پایبند بودند.
گروهی از قبایل سکا، یعنی سرمتی‌ها که از قرن اول میلادی به‌عنوان الان‌ها (یعنی «آریایی‌ها» بر اساس یک تغییر داخلی رایج در همخوان‌ها، یعنی «ایرانی‌ها») شناخته می‌شدند، به اروپا مهاجرت کردند. الان‌ها با متحد شدن با قبایل ژرمنی گوت‌ها به سمت فرانسه، ایتالیا، اسپانیا و دیگر سرزمین‌های تحت امپراتوری روم نفوذ کردند. رومی‌ها برای مقابله با این تهدید، آن‌ها را به‌عنوان مزدور در سواره‌نظام استخدام می‌کردند یا به‌ویژه در فرانسه، با خریدن آن‌ها به‌عنوان زمین‌داران از تهدیدشان می‌کاستند. بسیاری از نام‌های جغرافیایی در فرانسه، مانند Alainville, Alaincourt, Alençon و غیره، گواه بر مالکیت این مناطق توسط خانواده‌های الان است. فرهنگ سوارکاری الان‌ها پایه شوالیه‌گری در قرون وسطی را شکل داد و به‌طور کلی فرهنگ الان‌ها نقشی مهم—اگرچه کمتر شناخته شده—در توسعه فرهنگ غرب اروپا ایفا کرد.
در حالی که بیشتر سکاها تا قرون وسطی در دیگر گروه‌های قومی جذب شدند، الان‌های قفقاز هویت متمایز خود را حفظ کرده و همچنان در منطقه تسلط داشتند، به‌گونه‌ای که امپراتوری بیزانس آن‌ها را به‌عنوان یک پادشاهی مستقل و متحد به رسمیت شناخت. از طریق ارتباط با بیزانسی‌ها و مبلغانی از گرجستان در جنوب، اشراف الان‌ها در قرن دهم مسیحیت ارتدکس شرقی را پذیرفتند. با این حال، این امر تأثیر کمی بر جمعیت عمومی الان‌ها داشت، به‌طوری که ویلیام روبروک، مسافر فلاندری قرن سیزدهم، گزارش داد که «آن‌ها چیزی (دربارهٔ مسیحیت) نمی‌دانستند جز نام مسیح». آسی‌ها تنها جمعیت مدرن هستند که از نظر فرهنگی و زبانی از الان‌ها نشأت گرفته‌اند و باورها و آیین‌هایی را که احتمالاً مربوط به دین اسکیتی است، حتی با وجود موج‌های جزئی تلفیق‌گرایی با مسیحیت، حفظ کرده‌اند.
پس از فتوحات امپراتوری مغول در قفقاز در اواسط قرن سیزدهم، ارتباطات بین الان‌ها و مقامات مذهبی ارتدکس شرقی کاملاً قطع شد و مسیحی‌سازی سطحی آن‌ها متوقف گردید. شواهدی وجود دارد که نشان می‌دهد بین قرن‌های چهاردهم و هفدهم، زیارتگاه‌هایی که ظاهراً به افتخار قدیسان مسیحی ساخته شده بودند، به استفاده آیینی بومیان پاگانی تبدیل شدند. گسترش امپراتوری روسیه در قفقاز تا اواخر قرن هجدهم، مبلغانی از کلیسای ارتدکس روسی را به همراه آورد که به دنبال «مسیحی‌سازی مجدد» اوستیایی‌ها بودند. تلاش‌های آن‌ها تا زمان انقلاب روسیه در سال ۱۹۱۷ که مردم قفقاز را وارد فرآیندهای سریع صنعتی‌شدن، مدرن‌سازی و شهرنشینی اتحاد جماهیر شوروی کرد، موفقیت محدودی داشت.

### بین دین سنتی و جدید

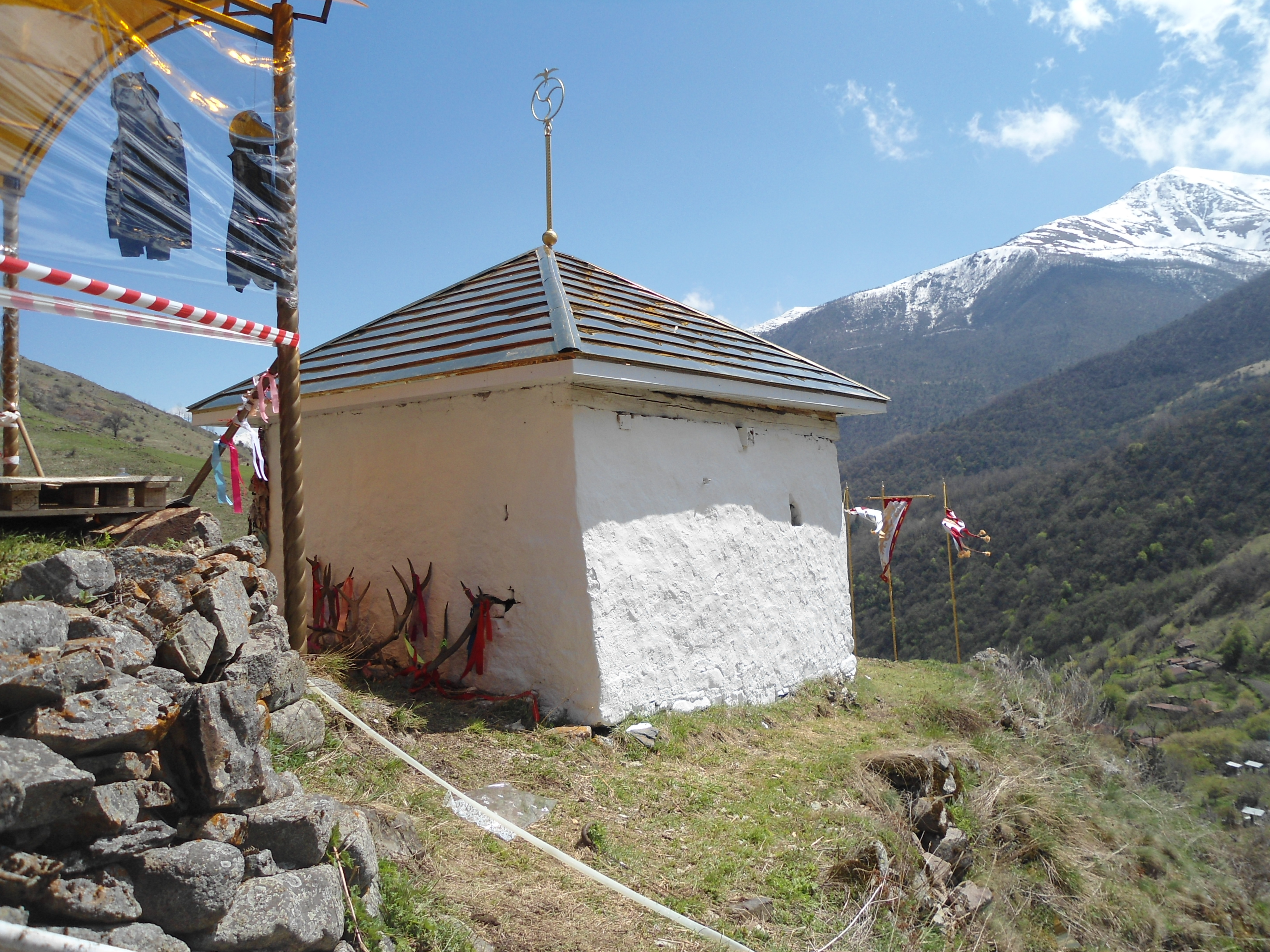
معبد آلاردی در اوستیای شمالی–آلانیا.

مردم اوستیایی امروزه بین دو کشور تقسیم شده‌اند: اوستیای شمالی-آلانیا، یکی از جمهوری‌های روسیه در روسیه، و کشور همسایه اوستیای جنوبی که تنها محدوداً به رسمیت شناخته شده است. آغاز فروپاشی اتحاد جماهیر شوروی در دهه ۱۹۸۰ پروژه‌های هویت‌سازی را در میان بسیاری از ملت‌های عضو این اتحاد آغاز کرد. در اوستیا، همانند دیگر ملت‌ها، این پروژه شامل بازیابی یک «دین ملی اصیل» بود که به دوران پیش از مسیحیت بازمی‌گشت. ملی‌گرایی اوستیایی نیز نقشی در این فرایند ایفا کرد و توسط درگیری‌های قومی بر سر زمین و منابع در اوستیای شمالی و همچنین مبارزه برای استقلال در اوستیای جنوبی، سرزمینی که تاریخی بخشی از گرجستان بوده است و وضعیت آن به‌عنوان یک نهاد مستقل موضوع بحث‌های بین‌المللی است (رجوع کنید به جنگ روسیه و گرجستان ۲۰۰۸).
به گفته ویکتور اشنیرلمان، در مورد اوستیایی‌ها، برخی سنت‌ها با یک پیوستگی بدون وقفه در مناطق روستایی حفظ شده و احیا شده‌اند. این امر با یک جنبش شهری و روشنفکری‌تر که دینی احیا شده و سیستماتیک را با ملی‌گرایی قومی و مخالفت با کلیسای ارتدکس روسی و کلیسای ارتدکس گرجی و همچنین اسلام—که توسط گروه‌های قومی ترک‌زبان و قفقازی همسایه و اقلیت کوچکی از اوستیایی‌ها پذیرفته شده است—ترکیب کرده، در تعامل است. به گفته پژوهشگر سرگئی اشتیرکوف، پروژه‌های روشنفکری برای تدوین یک «ادیان قومی» برای اوستیایی‌ها به اوایل قرن بیستم بازمی‌گردد و این ایده با «مبارزه شدید» آیین بی‌خدایی شوروی علیه پاگانیسم اوستیایی در دهه ۱۹۵۰ بار دیگر برای روشنفکران اوستیایی جذابیت پیدا کرد. به گفته او، فعالیت ضد مذهبی شوروی باعث شد که آیین‌های باستانی محلی در ذهن مردم اوستیایی از حوزه «سنت قومی» به حوزه «دین» منتقل شوند.

## تاریخچه
پژوهشگر ریچارد فولتس توسعه دین اوستیایی را در هفت مرحله بازسازی می‌کند: ۱. یک پاگانیسم اسکیتی اصیل؛ ۲. موج اول مسیحی‌سازی تحت تأثیر بیزانس و گرجستان از قرن دهم تا سیزدهم؛ ۳. «بازپاگانی‌سازی» در طول قرن چهاردهم و پانزدهم پس از حملات مغول و قطع ارتباطات با بیزانس؛ ۴. مسیحی‌سازی مجدد جزئی طی قرن شانزدهم و هفدهم توسط مبلغان گرجی؛ ۵. مسیحی‌سازی مجدد بیشتر توسط مبلغان روسی که از اواخر قرن هجدهم آغاز شد؛ ۶. تحمیل بی‌خدایی حکومتی در اتحاد جماهیر شوروی از ۱۹۲۱ تا ۱۹۹۱؛ و ۷. احیای «دین سنتی اوستیایی» از دهه‌های ۱۹۸۰ و ۱۹۹۰. به گفته فولتس، روایت ترویج‌دهندگان معاصر نئوپاگانیسم اسکیتی این است که دینداری اوستیایی‌ها پیوستگی قوی و زیربنایی خود را حفظ کرده و در عین حال تأثیرات سطحی از مسیحیت و تا حد کمتری از اسلام و سنت‌های قفقازی همسایه را جذب و تطبیق داده است، تأثیراتی سطحی که به‌راحتی قابل کنار گذاشتن هستند تا شخصیت اصیل و متمایز «ایرانی» آن آشکار شود.
پس از فروپاشی اتحاد جماهیر شوروی، سیاستمداران اوستیایی به‌طور علنی از آسی‌گرایی اسکیتی حمایت کرده‌اند. در دهه ۱۹۹۰، پس از درگیری‌های بین اوستیایی‌ها و گرجی‌ها در سال‌های ۱۹۹۱–۱۹۹۲، یک زمین در کنار بیشه‌ای مقدس در ۳۰ کیلومتری غرب پایتخت اوستیای شمالی-آلانیا، ولادی‌قفقاز، جایی که گفته می‌شود قهرمان اوستیایی، ختگ، از دشمنان خود پناه گرفته بود، توسط دولت به‌عنوان یک مکان مقدس اختصاص داده شد. از سال ۱۹۹۴، قربانی‌هایی در این مکان با مشارکت مقامات دولتی و رهبران جامعه برگزار می‌شود که فعالیت‌های آن تحت نظارت شورای بزرگ روحانی («استیر نیخاس») صورت می‌گیرد. این مراسم به مهم‌ترین ایزد، اوستیرجی، که گفته می‌شود ختگ را از دست تعقیب‌کنندگانش نجات داده است، اختصاص داده می‌شود. مشارکت دولت همچنین در مراسمی که در معبد رِکُم در تسی، بخش آلاگیرسکی، اوستیای شمالی-آلانیا برگزار می‌شود، دیده می‌شود.

## نوشته‌ها
حماسه نرت به‌عنوان «نوشته‌های مقدس» آسی‌گرایی در نظر گرفته می‌شود و برخی از مفسران این جنبش، مانند داوربک مکیِف، الهیات خود را از آن استخراج کرده‌اند. پژوهشگر ریچارد فولتس حماسه نرت را یک «حماسه قهرمانی معمول هندواروپایی» توصیف می‌کند. به گفته مکیف، که بر اساس نظر فولتس یک دیدگاه ذات‌باوری دارد، «چارچوب [یعنی آیین‌هایی که محتوای کتاب‌ها را عملی می‌کنند] قابل تغییر است»، اما «معنا ابدی است» و «حقیقت نهایی الهی، نور است»، که بازتابی از یک موضوع مشترک در تمام دین‌های ایرانی است. به گفته پژوهشگر سرگئی اشتیرکوف، مفسران آسی «دگم‌ها و نظام الهیاتی خود را» از طریق ریشه‌شناسی و مقایسه با دیگر سنت‌های مردمان هندوایرانی ایجاد کرده‌اند. فولتس این تلاش برای تدوین آموزه‌های الهیاتی از متون سنتی را با تلاش‌های مشابه در هیتنری و هلنیسم (دین مدرن) مقایسه می‌کند. علاوه بر نرت‌ها، دو متن سنتی دیگر نیز وجود دارند که به‌صورت نظم و نثر هستند: دارِدزانت و تسارتسیت. هنرمند و معمار اسلاوا جانایتی کتاب‌های بسیاری دربارهٔ دین عامیانه اوستیایی منتشر کرده است که بر جنبه‌های فلسفی آن تأکید دارد، در تقابل با رویکرد عملی‌تر آثار مکیف.

## الهیات و جهان‌شناسی

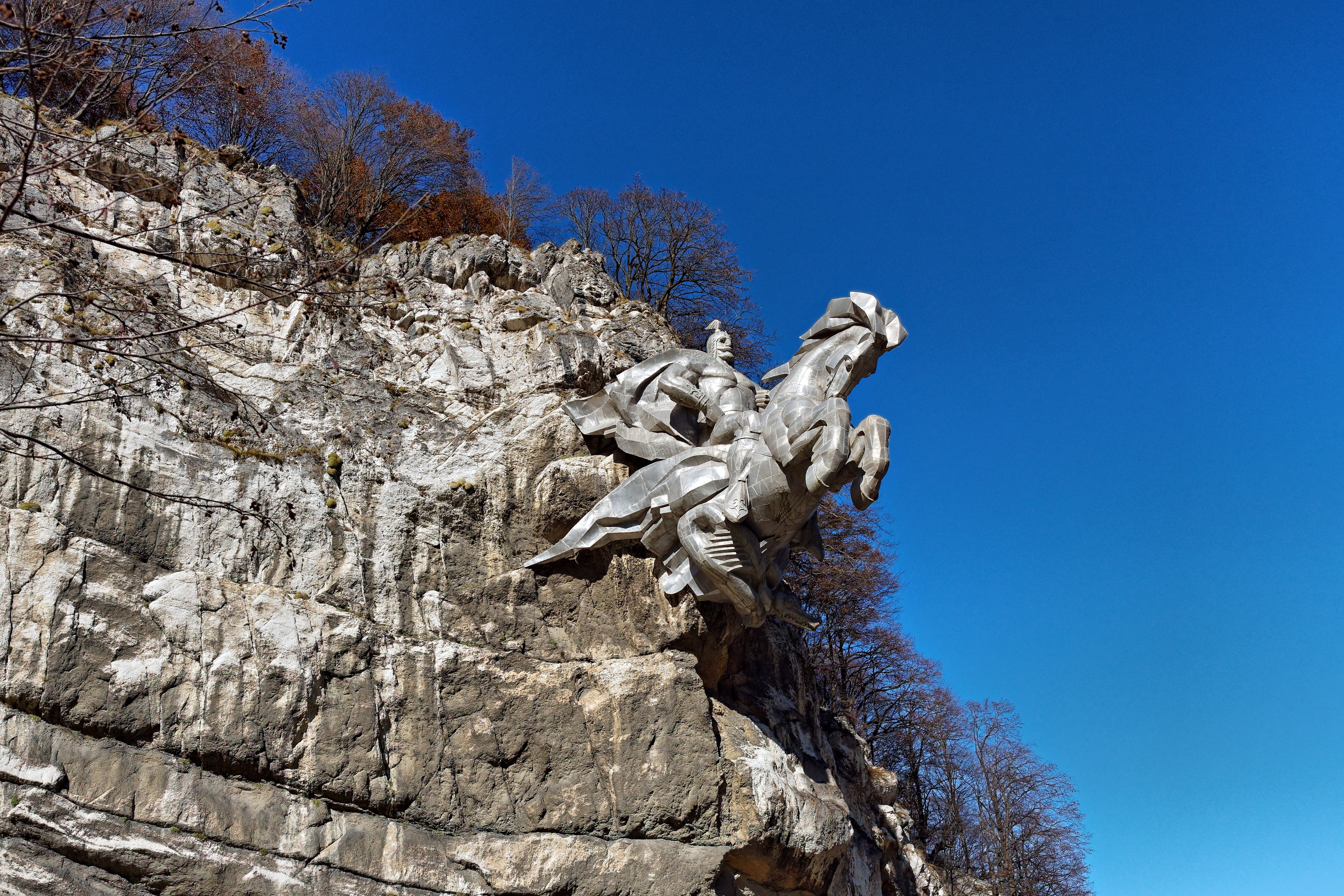
مجسمه اوستیرجی بر اسب سه‌پای خود در بخش آلاگیر، اوستیای شمالی–آلانیا، که بر جاده اصلی ارتباطی اوستیای شمالی و جنوبی مشرف است. چندین مجسمه مدرن مشابه در سراسر اوستیا برپا شده‌اند.

دزواری لَگتَئ و خِتاگ مورگویف، جهان‌شناسی آسی را به‌عنوان همه‌خدایی و نادوگانگی (آدویتا) تعریف می‌کنند. آسی‌گرایی به پرستش یک خدای برتر، خوئیتساو (Хуыцау)، می‌پردازد که خالق جهان و تمام موجودات است، و خود جهان است، یا جهان «بدن خدا» است که هم شامل دنیای مادی زنده و هم دنیای معنوی متعالی خدا است، جایی که مردگان به آن بازمی‌گردند. این خدا «هیچ ویژگی ملموس، شخصی، یا امتداد در زمان و مکان ندارد»، و نور خالص است.

### خدا و تجلی سه‌گانه آن
خدایان کوچکتر، از جمله مهم‌ترین آن‌ها، اوستیرجی، به‌عنوان واسطه‌های خوئیتساو پرستش می‌شوند. آن‌ها به‌عنوان «نیروها» و «ارواح» تعریف می‌شوند و «ایده‌هایی» هستند که خدا از طریق آن‌ها جهان را اداره می‌کند. در تعریفی دیگر، آن‌ها «تجلی‌های مادی» خدا هستند، عناصری از یک کل واحد که دارای شکل و عملکرد هستند.
خدای برتر به صورت سه‌گانه تجلی می‌یابد. سه‌گانه اساسی عبارت است از خدا–ماده–روح:
- Xwytsau / Xuitsau (Хуыцау، «آسمان»): خدای برتر جهان، سرچشمه آن و حکمت برتر که انسان‌ها می‌توانند به آن دست یابند؛ آفریننده و سرپرست جهان‌ها، بدون هیچ تصویر یا شکلی، وصف‌ناپذیر و حاضر در همه جا.
- Iuag (Иуаг) یا Iuæg (Иуæг): ماده یا جوهر هرچیز، چه در جهان‌های آفریده‌شده و چه در جهان‌های نیافریده.
- Ud (Уд): خود جهانی که توسط روح فردی به‌دست می‌آید، وقتی که خود را با Mon (Мон)، ذهن-روح جهانی، یعنی تجلی خدا، یکی کند. در نهایت، Mon و Ud یکی هستند و هر دو تجلی‌های Xwytsau هستند.

در سطح پدیده‌شناسی، ذهن-روح جهانی خدا به‌صورت سه‌گانه دیگری تجلی می‌یابد:
- Uas (Уас = «حقیقت»، «کلمه نیکو») یا Ard (Ард = «درست»، «قانون»): نظم خدا که رفاه را در واقعیت به‌وجود می‌آورد.
- Uastyrdzhi (Уастырджи): طلسم نیکو که در انسانیت تجسم یافته است؛ انسان‌ها حامل عقل الهی، آگاهی روشن و شناخت خدا هستند. به عبارت دیگر، Uastyrdzhi الگوی انسان کامل است که پیرو نظم خدا بوده و واسطه میان دیگر ایزدان است.
- Duagi (дуаги؛ جمع: дауджытæ / дауджита → daudzhytæ / daudzhita) یا duag (дуаг) و barduag (бардуаг): ایزدان، خدایان و نیروهایی که به‌طور مداوم جهان را مطابق با نظم خدا تغییر می‌دهند. مهم‌ترین آن‌ها، «arvon daudzhita» (арвон дауджита)، هفت ایزد مربوط به هفت سیاره هستند.

## سه حالت کیهان‌شناختی
تمایزی دیگر میان سه حالت کیهان‌شناختی زیر وجود دارد:
- Zedy (зэды، جمع: задтæ → zadtæ) یا zhad (жад): خدای سرپرست، ایزدان زاینده که تولد و رشد موجودات را طبق نظم خدا همراهی می‌کنند.
- Uayugi (уайуги، جمع: уайгуытæ / уайгуыта → uayguytæ / uayguyta) یا uayug (уайуг): نیروهای مخرب که نظم خدا را نقض کرده و از نور فاصله می‌گیرند؛ این نیروها در انسان باعث ایجاد تمایلات، ترس‌ها، غرور و بیماری‌های عصبی می‌شوند.
- Dalimon (далимон): پایین‌ترین حالت ممکن ذهن، وقتی که خود را با ماده خام و هرج‌ومرج یکی می‌داند. این اصطلاح به معنای «روح پایین» است و شامل تمام موجودیت‌های زمینی مبهم است که در مقابل ualimon (уалимон)، «روح بالا»، قرار دارد؛ ualimon شامل تمام موجودیت‌های آسمانی شفاف است.[۳۲]

## نظام مفهومی باردوآگ
در الهیات خِتاگ مورگویف، barduag مفهومی کلی است که شامل zhad و dzuar (дзуар) می‌شود؛ اولی نمایانگر ایزدان به‌عنوان ایده‌های متعالی و دومی گسترش درونی آن‌هاست. اصطلاح dzuar به‌طور چندمعنا برای اشاره به یک ایزد خاص و زیارتگاه (های) آن به کار می‌رود. فعالیت barduag با عنوان minzhvar (минжвар) شناخته می‌شود؛ مفهومی که ترجمه آن دشوار است و به معنای «ایجاد ارتباط» یا «تنظیم امور به شیوه درست» است. مهم‌ترین فعالیت‌های آن چرخه‌های طبیعت و اقتصاد انسانی هستند که در پیوستار زمان-فضا به هم متصل می‌شوند و تقویم سال را تشکیل می‌دهند. هر چیز دارای یک zhad است؛ zhadهایی برای خاندان‌ها/خانواده‌ها، روستاها و محیط‌های طبیعی وجود دارند. هر پدیده، رویداد و نقطه‌ای در زمان-فضا دارای یک zhad است.

## هفت ایزد سیاره‌ای و دیگر ایزدان

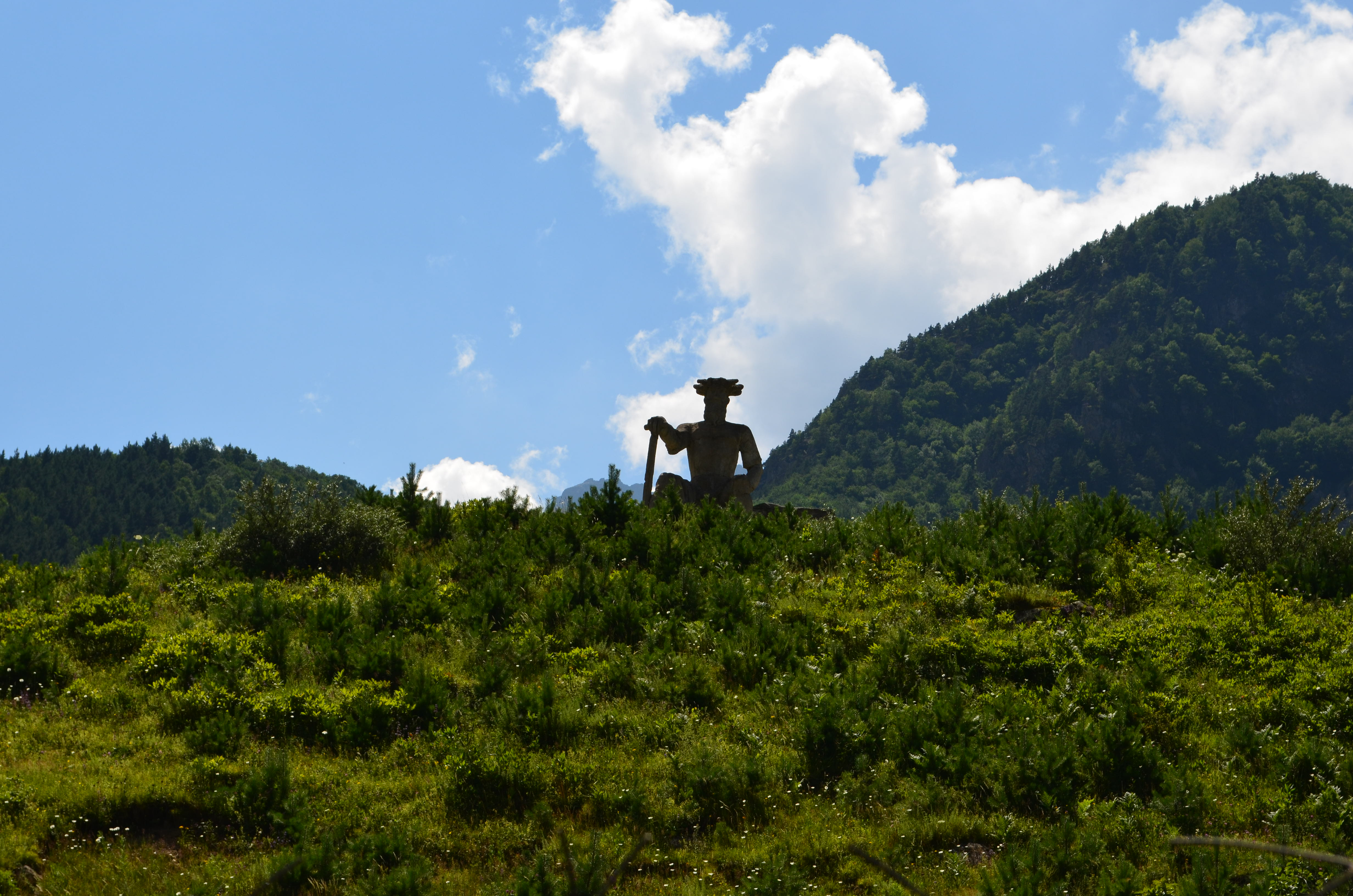
مجسمه Æfsati، ایزد حیوانات وحشی و حامی شکارچیان، در کوه‌های اوستیایی.

مانند دیگر آیین‌های ایرانی باستان، دین اسکیتی باستانی هفت ایزد (арвон дауджита، arvon daudzhita) را به‌عنوان مهم‌ترین ایزدان در نظر می‌گرفت که هر یک با یک سیاره و برخی پدیده‌های طبیعی، موجودات زنده و گیاهان مرتبط بودند. در متون سنتی اوستیایی، حدود نود ایزد با نام daudzhita ثبت شده است. اوستیرجی رئیس این ایزدان است، زیرا او به‌طور مستقیم به خدای برتر Xwytsau دسترسی دارد و تمامی ایزدان دیگر توسط او معرفی می‌شوند. باور بر این است که این ایزدان می‌توانند مردم را یاری کنند یا مجازات نمایند، به همین دلیل قربانی‌هایی (مانند گاو، قوچ و گاهی بز) برای آن‌ها انجام می‌شود.
هرودوت هفت ایزد اسکیتی را چنین توصیف می‌کند: پاپایوس (معادل زئوس)، ایزد آسمان؛ تابیتی (هستیا)، ایزد آتشدان (که امروزه با نام Safa شناخته می‌شود و به‌طور نمادین با زنجیره مقدس آتشدان خانه مرتبط است)؛ آپی (گایا)، ایزد زمین؛ اویتوسیروس (آپولون)، ایزد خورشید؛ آرگیمپاسا (آفرودیته)، ایزد باروری؛ و «هراکلس» و «آرس» که هرودوت نام اسکیتی آن‌ها را ذکر نکرده است. در اوستیایی باستان، هفت روز هفته همچنان به نام این هفت ایزد نامگذاری شده بودند، و در گویش محافظه‌کار دیگور اوستیایی، دوشنبه هنوز به‌عنوان Avdisar، «سر هفت» نامیده می‌شود. به گفته فولتس، «آرس» احتمالاً مهر بوده و با Uastyrdzhi مدرن مطابقت دارد؛ او به‌طور گسترده از طریق محراب‌هایی به شکل شمشیری کاشته‌شده در توده‌ای از سنگ یا شاخه‌های درخت پرستش می‌شد. پرستش شمشیر در میان آلان‌ها تا قرن اول میلادی ادامه داشت. هرودوت همچنین از یک ایزد هشتم به نام Thagimasidas، ایزد آب، یاد می‌کند که با پوزئیدون برابر دانسته شده است.
اوستیایی‌های امروزین ساختار هفت‌گانه-هشت‌گانه را حفظ کرده‌اند، هرچند ایزدان و نام‌های آن‌ها تغییر کرده‌اند، که در برخی موارد اقتباسی از نام قدیسان مسیحی است:
- Uastyrdzhi (نام مشتق‌شده از "جرجیس")، ایزد پیمان‌ها و جنگ (همان مهر ایرانی)، و همچنین الگوی مردان و افراد محروم؛[۲۶]
- Uatsilla ("الیاس")، ایزد رعد؛
- Uatstutyr ("قدیس تئودور")، حامی گرگ‌ها؛
- Fælværa (شاید ترکیبی از "فلوروس و لائوروس")، حامی دام؛
- Kurdalægon، ایزد آهنگری (معادل ایرانی کاوه آهنگر);
- Donbettyr، ایزد آب؛
- Mikaelgabyrta (ترکیب "میکائیل و جبرئیل")، ایزد باروری و دنیای زیرین؛
- Æfsati، ایزد شکار.[۳۵]

## اخلاقیات
بر اساس آموزه‌های آسی، طبیعت انسان مشابه طبیعت تمام موجودات است. انسان یک عالم صغیر و کبیر است و این مسئله برای تمامی موجودات دیگر نیز صادق است. جهان توسط Uas یا Ard، نظم خدا، که اساس عقل الهی، اندازه‌گیری و راستی (bar) است، در هماهنگی حفظ می‌شود. ایزدان (daudzhita یا ualimon) جهان را مطابق با این قانون جهانی شکل می‌دهند، در حالی که شیاطین (uayguyta یا dalimon) آن موجوداتی هستند که زمینه‌های نیک ایزدان را مختل می‌کنند و باعث بیماری و مرگ می‌شوند.
این نیروهای مثبت و منفی همچنین بر آگاهی انسان تأثیر می‌گذارند: فرد می‌تواند به سمت ایزدان یا اهریمنان گرایش پیدا کند و این انتخاب زندگی و اعمال او را شکل می‌دهد. اگر فرد بتواند بر امیال غلبه کند و انگیزه‌های صرفاً مادی و خودخواهانه را در اعمال خود وارد نکند، او به Uas، یا پذیرای آن (уасдан، uasdan؛ پذیرای طلسم نیک)، تبدیل می‌شود؛ انسانی خردمند و نجیب که نظم خدا و ارواح برتر را درک کرده و انرژی آن‌ها را دریافت می‌کند، با ایجاد نیکی، حقیقت و زیبایی مانند آن‌ها عمل می‌کند. برعکس، اگر اعمال فرد با اهداف خودخواهانه مادی هدایت شود، Dalimon و شیاطین مالک او می‌شوند و او به منبع شر، دروغ و زشتی تبدیل می‌شود. به گفته ختگ مورگویف، انسانیت با اختیار بین انتخاب خیر و شر، ایزدان و شیاطین، مجهز شده است.

## آیین‌ها و مناسک

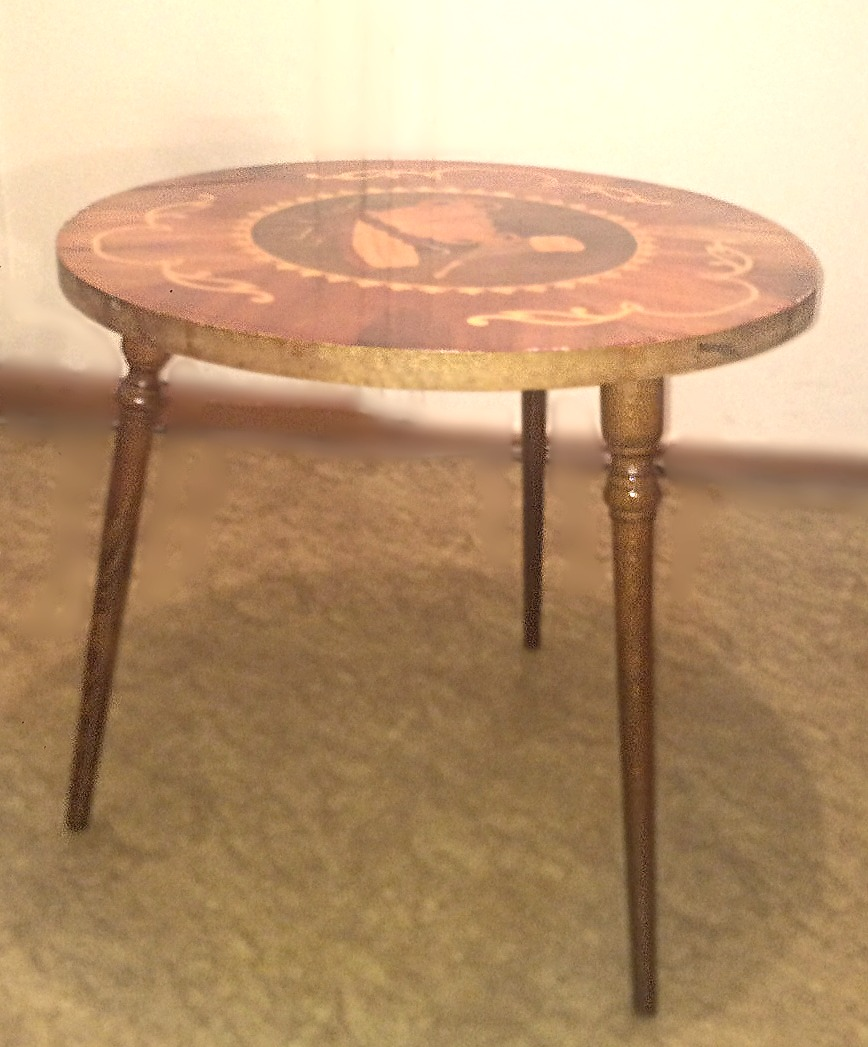
نمونه‌ای از میز آیینی fyng. این نوع میز آیینی از زمان‌های اسکیتی ثبت شده است.

با استناد به وی.آی. دوبریِنکوف، دزواری لَگتَئ بر وحدت معنایی اسطوره و مناسک در اجرای کالت (عمل مذهبی) تأکید دارد، به‌طوری که اسطوره «یک نظام از نمادهای کلامی» و مناسک «یک نظام از نمادهای اشیاء و اعمال» تعریف می‌شوند. در سراسر اوستیا، اسطوره‌ها و مناسک با وجود تفاوت‌های بسیار، دارای یک معنای زیربنایی مشترک هستند که نشان‌دهنده پویایی این سنت است. به گفته اشتیرکوف، جنبش آسی مدرن تلاش می‌کند «یک نظام آیینی واحد ایجاد کند که هر عنصر کوچک آن دارای توجیه الهیاتی باشد». در نیمه دوم دهه ۲۰۱۰ تلاش‌هایی برای ایجاد یک تقویم مذهبی واحد اوستیایی انجام شده است.
تقویم اوستیایی شامل روزهای متعددی برای برگزاری آیین‌ها است، که برخی از آن‌ها در خانه و برخی دیگر در فضاهای مقدس روباز انجام می‌شوند. آیین‌های خانگی حول زنجیره آتشدان (safa) متمرکز هستند، که به‌عنوان نمادی از ایزد آتشدان Safa عمل می‌کند و درخت جهانی را نمایان می‌سازد. این زنجیره دیگی را بر فراز آتش (عنصر مقدس در ادیان هندوایرانی) نگه می‌دارد. در طول سال، شصت جشن ثابت وجود دارد، که مهم‌ترین آن‌ها هفته Uastyrdzhi است که از آخرین سه‌شنبه نوامبر آغاز می‌شود.
تعطیلات با روزهای هفته، مراحل ماه و انقلاب‌های خورشیدی مرتبط هستند. برای مثال، سال نو اوستیایی در دومین پنج‌شنبه ژانویه جشن گرفته می‌شود. روز Uastyrdzhi به همراه روزهای Uatstutyr و Uatsilla مجموعه تعطیلات خورشیدی را تشکیل می‌دهد که این سه ایزد سه مرحله متصل به هم خورشید و تجلیات متناظر آن‌ها در طبیعت و فعالیت‌های اقتصادی انسان را نمایان می‌کنند: Uastyrdzhi خورشید زمستان است که می‌میرد و دوباره زنده می‌شود، Uatstutyr خورشید بهاری است که به‌تدریج به قدرت کامل خود در تابستان می‌رسد، و Uatsilla خورشید تابستان است که در اوج درخشش خود قرار دارد و قدرتش در پاییز کاهش می‌یابد تا به Uastyrdzhi جدید برسد.

### آیین‌های مراسمی
مراسم آیینی شامل برپایی یک جشن (фынг، fyng یا кувд، kuvyn) به افتخار یک ایزد خاص است. این مراسم توسط یک «مرد مقدس» (dzuary læg) رهبری می‌شود که ایزد را از طریق تقدیم «سلام»، kuyvd (куывд)، که به معنای «دعا» نیز هست، به سوی آسمان فرا می‌خواند. آبجو ماده‌ای است که معمولاً در افشانش استفاده می‌شود، اگرچه می‌توان از هر نوع مشروب قوی دیگری نیز استفاده کرد. در طول مراسم، سلام‌های دیگری به دیگر ایزدان تقدیم می‌شود و کیک‌های آیینی از پنیر (ualibakh) همراه با گوشت حیوان قربانی‌شده برای آیین مصرف می‌شوند. تنها حیوانات گیاه‌خوار مانند گاو، قوچ، بز یا بره به‌عنوان قربانی قابل‌قبول هستند، و ماهی نیز پذیرفته می‌شود.
همانند سکاهای باستانی که هرودوت به آن اشاره کرده، آسی‌ها حیوانات همه‌چیزخوار مانند خوک و مرغ را قربانی نمی‌کنند. در هر سلام، آبجو و دیگر نوشیدنی‌های الکلی به‌طور سخاوتمندانه مصرف می‌شوند، که بازتابی از آیین‌های سکایی باستانی است.

### نمایش‌های آیینی
این مراسم‌ها ممکن است با یک رقص دایره‌ای به نام simd همراه باشند. نسخه‌ای متمایز از simd شامل یک دایره از رقاصانی است که روی شانه‌های دایره‌ای دیگر از رقاصان ایستاده‌اند. حماسه نرت روایت می‌کند که simd توسط قهرمان Soslan اختراع شد.
الگوی دعا فرایند آفرینش جهان را نشان می‌دهد: با فراخوانی خدای برتر و منبع عالی آغاز شده و سپس دربارهٔ آغاز و تجلی امور سخن می‌گوید. گرافیکی، این الگو با یک ماندالا مقایسه می‌شود، یک نقطه که نیروهای جهان از آن به‌صورت دایره‌ای گسترش می‌یابند.
این الگو همچنین توسط کیک آیینی که از سه لایه دایره‌ای با یک سوراخ در وسط تشکیل شده است، نشان داده می‌شود و سه سطح واقعیت: آسمان، خورشید و آب/زمین را نمایان می‌کند. میز آیینی سه‌پایه نیز مدل سه‌گانه واقعیت را نشان می‌دهد، در حالی که سطح دایره‌ای آن – همانند سطح دایره‌ای کیک آیینی – خورشید و بی‌نهایت بودن خدا را نمایان می‌کند.
بر روی میز، گوشت حیوانات قربانی‌شده با یک صلیب برابرپهلو (dzuar) حک‌شده بر پیشانی آن‌ها قرار داده می‌شود، که نقطه آغاز و تجلی الوهیت را مانند سوراخ مرکز کیک آیینی نشان می‌دهد. برای هر ایزدی که در جشن پرستش می‌شود، یک کیک آیینی دیگر، متفاوت از کیک اصلی، تهیه و روی میز آیینی قرار داده می‌شود. این کیک از سه پای مثلثی تشکیل شده است که اگر از بالا دیده شود، یک ستاره نه‌پر را تشکیل می‌دهند.

## نیایشگاه‌ها

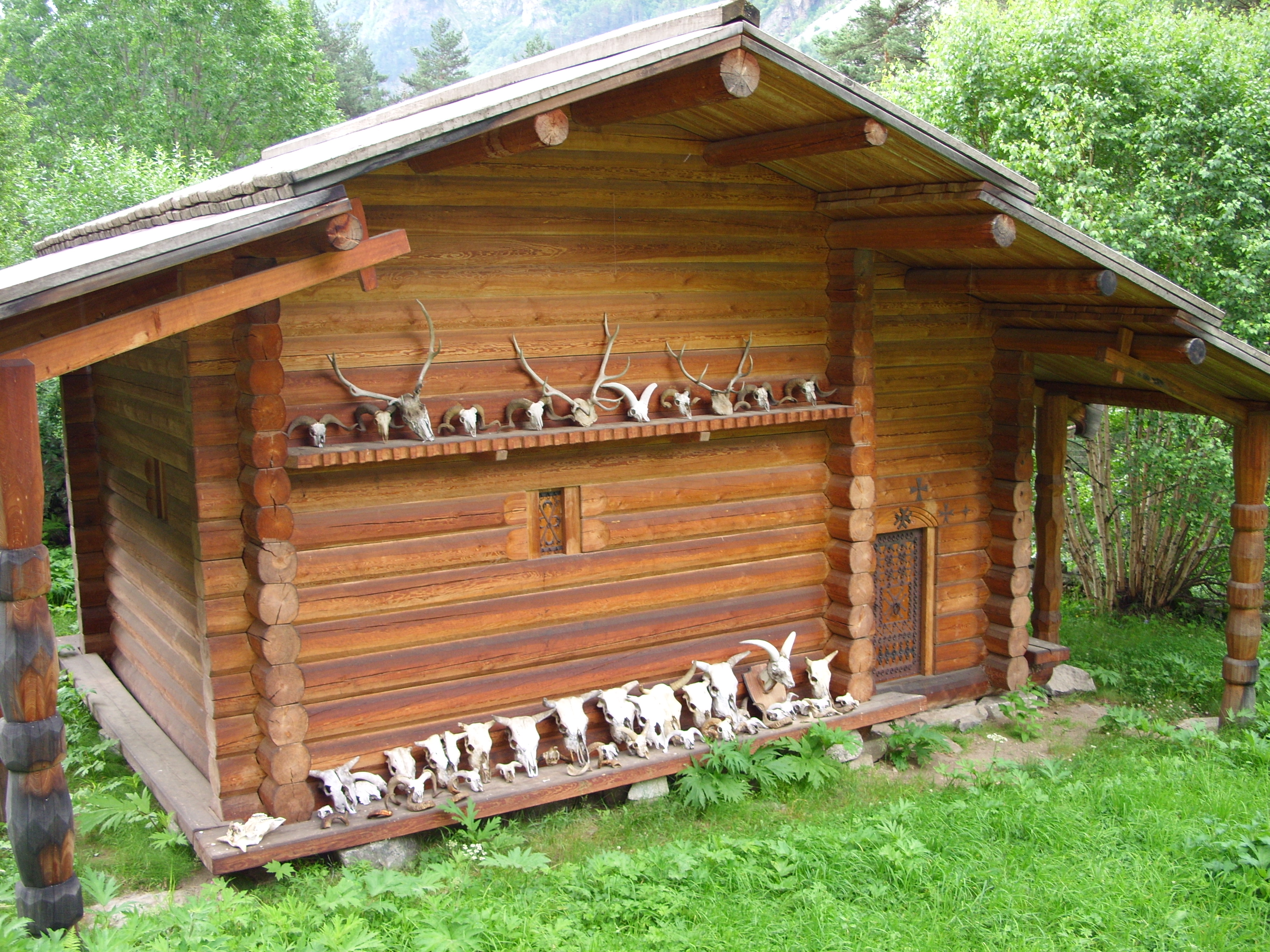
معبد رِکُم در تسی، بخش آلاگیر، اوستیای شمالی-آلانیا. این معبد که به قرن دوم پیش از میلاد بازمی‌گردد و در طول تاریخ چندین بار بازسازی شده است (آخرین بار در سال‌های ۱۹۷۲ و ۱۹۹۵)، به Uastyrdzhi اختصاص دارد و محل برگزاری جشن بزرگی در اواسط ژوئن به نام Rekomy Bærægbon (Рекомы Бæрæгбон) است. با توجه به اینکه Uastyrdzhi به‌عنوان Lægty Dzuar (Лæгты Дзуар، «حامی مردان») شناخته می‌شود، این فضای مقدس برای زنان ممنوع است و آن‌ها آیین‌های خود را در معبدی کوچک‌تر در نزدیکی برگزار می‌کنند.

ایزدان اوستیایی با پدیده‌های طبیعی مرتبط هستند و مراسم‌های جمعی معمولاً در زیارتگاه‌ها یا مکان‌های مقدس طبیعی برگزار می‌شوند که به آن‌ها kuvandon (кувандон، به‌معنای «محل دعا») گفته می‌شود. این زیارتگاه‌ها اغلب دارای معابدی از چوب یا سنگ هستند. این مکان‌های مقدس ممکن است در جنگل‌ها، تپه‌ها، مزارع، غارها یا هر مکانی که به‌عنوان محل انرژی قوی شناخته می‌شود، واقع باشند. روزنامه‌نگار آلان مامیو مشاهده کرده است که «اوستیایی‌ها در طبیعت دعا می‌کنند» و «هر خانواده زیارتگاه خاص خود را در زمین خود دارد».
اسلاوا جانایتی، که بازسازی معبد رِکُم را طراحی کرد (زیارتگاه مهم اوستیایی در تسی، بخش آلاگیرسکی، اوستیای شمالی-آلانیا، که در سال ۱۹۹۵ بر اثر آتش‌سوزی تصادفی تخریب شد)، گفت:
با قدردانی از آثار طبیعت، حکیم باستانی سازه‌های عظیمی که برجسته شوند و با محیطی که توسط معمار بزرگ، مادر طبیعت، ایجاد شده است مخالفت کنند، نمی‌ساخت، همان‌طور که سعی نمی‌کرد حضور روح را در مرزهای ثابت محدود کند. [...] زیارتگاه هم ساختمان و هم زمینی است که آن را احاطه کرده است؛ کل آن در هماهنگی کامل با طبیعت است؛ بنابراین، زیارتگاه نباید بالاتر از طبیعت قرار گیرد یا آن را زشت کند؛ زیارتگاه‌های اوستیایی فقط با مواد طبیعی محلی ساخته می‌شوند و خطوط معماری آن‌ها برای تقلید از ویژگی‌های طبیعی محیط طراحی شده‌اند.
روسلان کوچیف، رئیس Styr Nykhas در سال ۲۰۱۹، گفت:
این مکان‌های مقدس همان‌هایی هستند که انرژی ما را تأمین می‌کنند. [...] شما باید بخشی از طبیعت باشید، این چیزی است که اجداد ما به آن اعتقاد داشتند. شما باید در هماهنگی با چیزهایی که شما را احاطه کرده‌اند زندگی کنید.

### زیارتگاه‌های اوستیایی
زیارتگاه‌های بسیاری در اوستیا وجود دارد؛ منطقه آلاگیر به‌تنهایی حدود ۳۰۰ زیارتگاه دارد. در روستای گایت، در منطقه دیگوریا در غرب اوستیا، معبدی به ایزدان هفت‌گانه کیهانی اختصاص داده شده است. این زیارتگاه‌ها مکان‌هایی برای سوگندها، قراردادها، مراسم ازدواج و شناسایی نقض‌کنندگان قانون الهی، Ard، هستند. در خانه‌های خصوصی، مقدس‌ترین منطقه khadzar (хждзар) نام دارد؛ این همان kuvandon خانه است که در آن آتشدان و زنجیره ایزد Safa قرار دارند. زنجیره مقدس Safa همچنین در بسیاری از kuvandon‌های عمومی وجود دارد. این زنجیره نماد درخت جهانی است که سه قلمرو آسمان، خورشید و آب/زمین را به هم متصل می‌کند.

## نمادگرایی

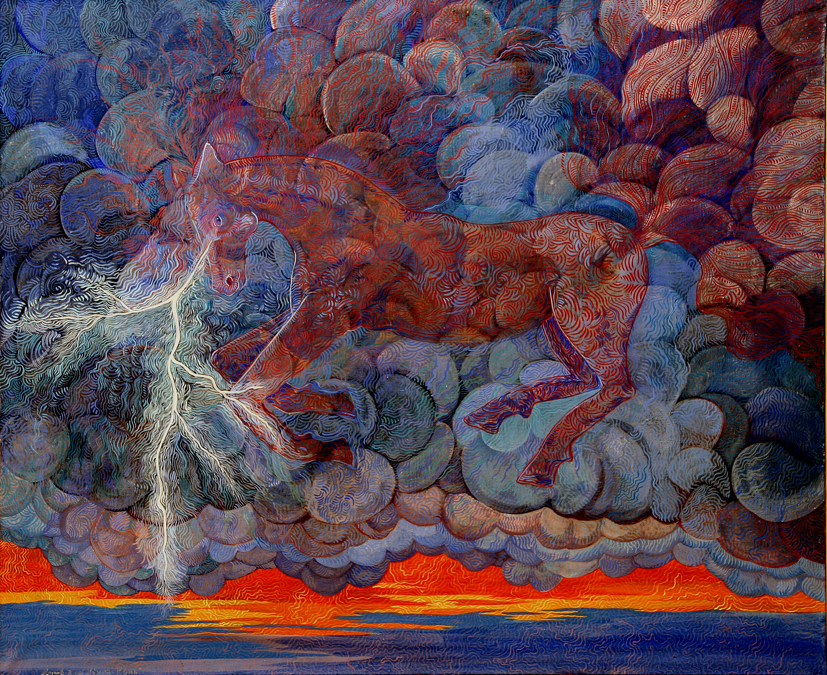
اسب رعد، اثر هنرمند روسی لولا وی. لونلی، ۲۰۰۰.

مهم‌ترین نماد در آسی‌گرایی، به گفته دزواری لَگتَئ، Uatsamongzh (Уацамонгж) یا Uatsamonga (Уацамонга) است، یک کاسه یا جام که در حماسه‌های نرت اوستیایی ذکر شده است و نام آن به معنای «نشان‌دهنده (amongzh) حقیقت (uats)» یا «آشکارکننده الوهیت» است. این نماد حقیقت، نمایانگر طاق وارونه آسمان است که می‌تواند قهرمانان حماسه نرت را با دانشی فرازمینی اشباع کند. ریشه‌های این نماد به آغاز زبان‌های هندواروپایی بازمی‌گردد و در فرهنگ‌های سلت‌ها و ژرمن‌ها نیز حضور داشته است. در افسانه‌های قرون وسطی غرب اروپا، این جام جادویی شکل مسیحی‌شده جام مقدس را به خود گرفت.
دیگر نماد مهم این دین، اسب است که یک نماد باستانی هندواروپایی است و در فرهنگ اوستیایی با آیین‌های خاکسپاری، نیروهای آسمانی و زمینی مرتبط است و به‌عنوان مرکب ایزدان در بسیاری از چشم‌اندازها ظاهر می‌شود.
نماد «سه اشک خدا» (Trislezi Boga) که نشان‌دهنده الهیات آسی و سه زیارتگاه مهم اوستیایی است، اولین بار توسط معمار و نقاش اسلاوا جانایتی طراحی و به رایج‌ترین نماد این دین تبدیل شد. این نماد «در سراسر اوستیای شمالی و جنوبی، روی تی‌شرت‌ها، برچسب‌های خودرو و تبلیغات دیده می‌شود». در هر یک از «سه اشک» نماد جانایتی، سه صلیب متساوی‌الاضلاع قرار دارد؛ «صلیب» در زبان اوستیایی dzuar نامیده می‌شود، همان اصطلاحی که برای تجلی الوهیت به‌کار می‌رود. سه زیارتگاه مهم اوستیایی که این نماد نمایانگر آن‌ها است، معبد رِکُم، معبد Mykalygabyrtæ در جنوب شرقی رِکُم، و معبد Tarandzhelos در جنوب قازبگی در گرجستان هستند.

## روابط با سایر فلسفه‌ها و ادیان

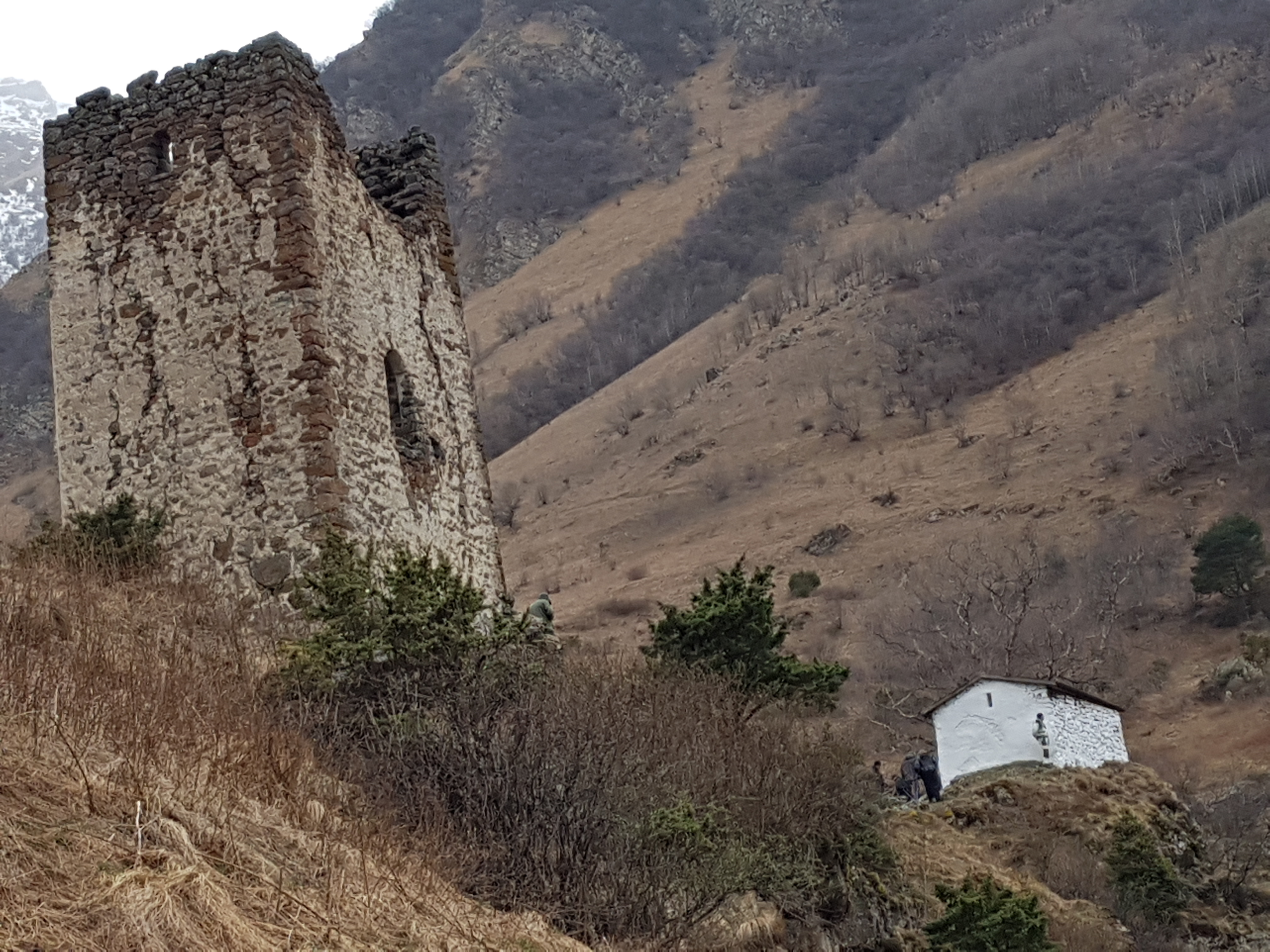
معبد مایرام برج بلند در دره کورتات، ولادی‌قفقاز، اوستیای شمالی-آلانیا.

### با اوراسیاگرایی
در سال ۲۰۰۹، کنفرانسی در مرکز تحقیقات محافظه‌کار دانشگاه دولتی مسکو دربارهٔ نقش اوستیایی‌ها در تاریخ روسیه برگزار شد که توسط فیلسوف اوراسیاگرایی، الکساندر گلییویچ دوگین هدایت می‌شد. در میان شرکت‌کنندگان، داوربک مکیف، رئیس سازمان دینی Atsætæ در آسی‌گرایی حضور داشت. در این رویداد، دوگین از احیای فرهنگ اوستیایی تمجید کرد، زیرا میراث هندواروپایی اصیل را حفظ کرده است. او دربارهٔ اهمیت فرهنگ اسکیتی در توسعه اوراسیا صحبت کرد و اذعان داشت که این فرهنگ تأثیر عظیمی بر توسعه فرهنگ‌های فینواوگری، ترکی و اسلاوی داشته است، اما تاکنون توجه کمی از سوی پژوهشگران اروپایی به آن شده است. مکیف اعلام کرد که سازمان Atsætæ برای ترویج دین سنتی اوستیایی و به اشتراک گذاشتن میراث آسی‌گرایی با دیگر ملل تأسیس شده است، زیرا «آنچه در اوستیا حفظ شده، نه تنها [صرفاً] اوستیایی، بلکه میراثی جهانی است». منابع آسی روسی، این دین را به‌عنوان حقیقتی جهانی معرفی می‌کنند که «به همه جهان خطاب می‌شود».

### با مسیحیت
رهبران آسی‌گرایی اسکیتی، به‌ویژه داوربک مکیف، مواضع شدیدی علیه مسیحیت اتخاذ کرده‌اند. آن‌ها این دین را به‌خاطر ریشه‌های بیگانه و یهودیاش و فساد کلیسای ارتدکس روسی نقد کرده‌اند. در آثارش در سال‌های ۲۰۰۲ و ۲۰۰۷، مکیف بیان کرده است که دین مسیحیت ارتباط یک ملت را با روح خود قطع می‌کند و این ملت را به انحطاط و نابودی محکوم می‌کند:
۲۰۰۲: کسی که خدای مردم خود را رها کرده و ایمان (ایدئولوژی) بیگانه‌ای را از پیروان موسی پذیرفته است، نه تنها خود و فرزندانش، بلکه تمام ملت و سرزمین‌ها و دارایی‌های آن‌ها را نفرین می‌کند. [...] اگر مردم سنت [دینی] خود را فراموش کنند، اهمیت خود را نزد خدا از دست داده و محکوم به انقراض خواهند بود.
۲۰۰۷: موسی به‌خوبی درک می‌کرد که خیانت به خدای یک ملت به معنای قطع ریشه‌های آن‌ها، ایجاد فساد جهانی، تضعیف ارزش‌های سنتی و تضعیف هویت قومی آن‌هاست. او خیانت به خدای یک ملت را بزرگ‌ترین جنایت — جنایتی علیه ملت — می‌دانست.
در عین حال، مکیف مسیحیت را به‌خاطر ذات ضد محیط‌زیستیاش نقد می‌کند که از الهیاتی نشأت می‌گیرد که خدا را از طبیعت جدا می‌کند و مقدس را از نامقدس جدا می‌سازد. در سخنرانی‌ای در سال ۲۰۱۹ او اظهار داشت:
برخلاف مسیحیت که خدا را از آفرینش او جدا می‌کند، ما رویکردی جمعی داریم که در آن همه چیز به هم متصل است. [...] آن‌ها فکر می‌کنند که فقط قطعه خاصی از زمین که یک زیارتگاه در آن قرار دارد مقدس است. [...] آن‌ها به رِکُم می‌روند و با آن مانند کلیسا رفتار می‌کنند، جدا از محیط اطرافش. هیچ‌کس در خود رکُم زباله نمی‌ریزد، اما متوجه نیستند که هیچ جدایی بین زمین مقدس و غیرمقدس وجود ندارد؛ هر مکان ایزد نگهبان خود را دارد که اگر کسی قداست آن را نقض کند، ناراحت خواهد شد.
دزواری لَگتَئ نقد تاریخی‌ای از مسیحی‌سازی ارائه می‌دهد: برای آن‌ها، مسیحیت ارتدکس یک «دین بیگانه» است که «درصدد تسخیر و فساد ارواح مردم فتح‌شده است» و در اوستیا توسط خارجیان و یکه‌سالاری تزاری از طریق اجبار، اقدامات پلیسی و فریب کودکان و فقرا با هدایا گسترش یافت. این روند به فروپاشی خانواده‌ها و ویرانی مزارع منجر شد. به گفته آن‌ها، اسلام در میان اوستیایی‌ها به‌عنوان جایگزینی برای اجتناب از مسیحی‌سازی اجباری گسترش یافت. کلیسای ارتدکس روسیه برای آن‌ها یک «مشکل اجتماعی-فرهنگی و فرهنگی-سیاسی» در اوستیا است، زیرا «نه دانش کافی از ویژگی‌های اوستیا دارد، نه علاقه‌ای به فرهنگ آن و نه دغدغه‌ای برای آینده آن».
جنبش آسی‌گرایی سکایی دشمنی‌ها و شکایات شدیدی از مقامات مسیحی و اسلامی را برانگیخته است. اسقف ارتدکس روسی لئونید در مسکو تلاش کرد تا با ممنوع کردن کتاب‌های مکیف به‌عنوان «ادبیات افراطی»، او را خاموش کند و از ارتباطات شخصی خود زمانی که ژنرال سرویس امنیت فدرال روسیه بود، استفاده کرد. کلیسای ارتدکس روسیه همچنین تلاش کرده است تا معبد رکُم را تخریب کند و کلیسایی در جای آن بسازد، اما تاکنون موفق نشده است.